# Risoluzione 874 del Consiglio di sicurezza delle Nazioni Unite
La risoluzione 874 del Consiglio di sicurezza delle Nazioni Unite, adottata all'unanimità il 14 ottobre 1993, ha riaffermato la sovranità e l'integrità territoriale della Repubblica dell'Azerbaigian e di tutti gli altri Stati della regione. Ha chiesto il mantenimento del cessate il fuoco, la cessazione delle ostilità e il ritiro delle forze dai distretti recentemente occupati della Repubblica dell'Azerbaigian, e ha riaffermato le risoluzioni 822 (1993) e 853 (1993). Il Consiglio ha espresso la sua preoccupazione per "...il conflitto all'interno e intorno alla regione del Nagorno Karabakh della Repubblica dell'Azerbaigian, e delle tensioni tra la Repubblica di Armenia e la Repubblica azera...", e ha invitato le parti a osservare il cessate il fuoco concordato dal governo della Russia e dal gruppo di Minsk dell'OSCE.
Il Consiglio, dopo aver ribadito il proprio sostegno al processo di pace, ha invitato entrambe le parti ad accettare il "Calendario adattato dei passi urgenti" dell'OSCE, concordato dall'Armenia, respinto dall'Azerbaigian, e le autorità del Karabakh hanno ritardato la risposta. Le autorità del Karabakh hanno adottato un approccio attendista e l'Azerbaigian lo ha respinto perché il'"Calendario modificato" ha collegato il ritiro delle forze armene del Karabakh dal territorio azero occupato con la revoca dell'embargo dell'Azerbaigian sull'Armenia. Il governo azero si è lamentato di essere trattato come "la parte sconfitta. Il "Calendario adattato" includeva proposte relative al ritiro delle forze dai territori recentemente occupati e la rimozione di tutti gli ostacoli alle comunicazioni e ai trasporti; tutte le altre questioni non affrontate, secondo il Consiglio, si sarebbero risolte mediante negoziati pacifici.
La risoluzione ha quindi chiesto una convocazione anticipata della Conferenza OSCE di Minsk allo scopo di giungere a una soluzione negoziata del conflitto, chiedendo al Segretario generale Boutros Boutros-Ghali di partecipare alla Conferenza e di fornire tutta l'assistenza possibile per i negoziati sostanziali che avrebbero avuto luogo. Ha inoltre invitato le parti ad astenersi da violazioni del diritto internazionale umanitario e a consentire un accesso illimitato alle organizzazioni internazionali per fornire gli aiuti umanitari.
La risoluzione 874 è stata anche la prima risoluzione sul tema del conflitto a sollecitare gli stati della regione ad astenersi da qualsiasi atto ostile e da qualsiasi interferenza o intervento che avrebbe portato all'allargamento del conflitto. Alla fine di ottobre, sono scoppiati combattimenti al confine tra Azerbaigian e Iran e, il successivo dispiegamento di forze iraniane da parte del presidente iraniano Akbar Hashemi Rafsanjani sul conflitto al confine ha portato a ulteriori richieste agli stati di astenersi dall'interferire nella risoluzione 884.
La corrente risoluzione si è conclusa chiedendo al segretario generale, al presidente in carica dell'OSCE e al presidente della Conferenza di Minsk dell'OSCE di continuare a riferire al consiglio sui progressi del processo di Minsk e su tutti gli aspetti della situazione il terreno.